# Anke Tegtmeyer
Anke Tegtmeyer (* 16. November 1934 in Hamburg; † 16. März 2024 in Köln) war eine deutsche Schauspielerin und Hörspielsprecherin.

## Wirken
Anke Tegtmeyer, Tochter eines Hamburger Schriftstellers und Theaterkritikers, wirkte ab Mitte der 1950er Jahre unter anderem an den Theatern in Münster, Wuppertal, Berlin (Theater am Kurfürstendamm), Augsburg und Wiesbaden, bevor sie von 1969 bis 2006 als Mitglied des Ensembles des Kölner Schauspiels auf der Bühne stand. 2016 spielte sie an den Hamburger Kammerspielen. Zwischen 1959 und 1994 wirkte sie zudem in Spielfilmen, Fernsehfilmen und Fernsehserien mit. Seit 1960 war sie außerdem regelmäßig in unterdessen über 60 Hörspielaufzeichnungen deutscher Rundfunkanstalten zu vernehmen.
Darüber hinaus hat sie für die Westdeutsche Blindenhörbücherei in Münster eine größere Anzahl von Büchern auf analoge Tonträger aufgesprochen, darunter das Tagebuch der Anne Frank, Ich denke oft an Piroschka von Hugo Hartung und Pique Dame von Alexander Puschkin. Die noch erhaltenen 21 Hörbücher sind inzwischen digitalisiert worden und können von Blinden und stark sehbehinderten Menschen als DAISY-Hörbücher bei den Blindenhörbüchereien ausgeliehen werden.
Anke Tegtmeyer war mit dem Schauspieler Werner Rundshagen verheiratet.

## Theaterrollen (Auswahl)
- 1958/59: Henrik Ibsen: Hedda Gabler – Regie: Hermann Herrey (Wuppertaler Bühnen)
- 1962/63: Tennessee Williams: Die Glasmenagerie – Regie: Dieter Munck (Städtische Bühnen Augsburg)
- 1981: Peter Greiner: Kiez – Regie: Walter Bockmayer (Schauspiel Köln)
- 1985: Stefan Dähnert: Erbe um Erbe – Regie: Peter Kock (Schauspiel Köln)
- 2000: "Schmerz, lass nach" 100 Jahre Aspirin (Revue) – Regie: Uwe Hotz (Schauspiel Köln)
- 2010: Andrea Bleikamp: Altersfragen – Regie: Andrea Bleikamp (Wehrtheater Köln)
- 2011: Andrea Bleikamp: Weis(s)heit – Regie: Andrea Bleikamp (Wehrtheater Köln)
- 2012: Anna Gavalda: Zusammen ist man weniger allein – Regie: Harald Weiler (Altonaer Theater)
- 2016: Ronald Harwood: Quartetto – Regie: Hansgünther Heyme (Hamburger Kammerspiele)

## Filmografie (Auswahl)
- 1959: Mein Freund Harvey (Fernsehfilm)
- 1960: Zum Geburtstag (Fernsehfilm)
- 1961: Spiel um Job (Fernsehfilm)
- 1961: Der entscheidende Augenblick (Fernsehfilm)
- 1966: Nur einer wird leben (Fernsehfilm)
- 1966: Vorsicht Falle! (Fernsehserie, 1 Folge)
- 1966: Der Mitbürger (Fernsehfilm)
- 1967: Liebesgeschichten (Fernsehserie, 1 Folge)
- 1977: Aus einem deutschen Leben
- 1988: Im Jahr der Schildkröte
- 1994: Die Wache (Fernsehserie, 1 Folge)

## Hörspiele (Auswahl)
- 1960: Malcolm Hulke, Paice Eric: Treibjagd – Regie: Edward Rothe
- 1967: Herbert W. Franke: Meuterei auf der Venus – Regie: Reinhard Zobel
- 1968: Pierre Gascar: Das Glück in der Lüge – Regie: Klaus Mehrländer
- 1968: Katherine MacLean: Irrtum ausgeschlossen – Regie: Claus Villinger
- 1968: Alain Franck: Edwards Erben – Regie: Reinhard Winkler
- 1971: Pierre Frachet: Mord nach Maß – Regie: Claus Villinger
- 1974: Anthony Taylor: Digby – Regie: Heinz Dieter Köhler
- 1978: Hans Gerd Krogmann: Wanderer Fantasie – Regie: Hans Gerd Krogmann
- 1978: Raoul Wolfgang Schnell: Im Zirkus – Regie: Raoul Wolfgang Schnell
- 1979: George Etherege: Viel Lärm um Liebe – Regie: Thomas Köhler
- 1980: Hans Gerd Krogmann: Apfelbaum und grüner Zweifel – Regie: Hans Gerd Krogmann
- 1981: Hein Bruehl: Mit leicht gestutzten Flügeln – Regie: Hein Bruehl
- 1983: Jerzy Tuszewski: Festung Breslau – Regie: Jerzy Tuszewski
- 1984: Wang Meng: Der Schmetterlingstraum – Regie: Heinz Dieter Köhler
- 1985: Hubert Wiedfeld: Nach Otjikunino – Regie: Norbert Schaeffer
- 1985: Samuel Kahiga: Nächtliche Begegnung – Regie: Heinz Dieter Köhler
- 1986: Hüseyin Erdem: Das Feuer wird nie erlöschen – Regie: Hein Bruehl
- 1986: Gudrun Mebs: Sonntagskind – Regie: Manfred Brückner
- 1987: Rolf Defrank: Der Antrag – Regie: Heinz Wilhelm Schwarz
- 1988: Nelson Rodrigues: Der Todeskuß – Regie: Hans Gerd Krogmann
- 1989: James Saunders: Ein Tag beim Zahnarzt – Regie: Heinz Dieter Köhler
- 1991: Lothar Meyer: Fast ein natürlicher Tod – Regie: Hein Bruehl
- 1991: Anthony Burgess: Das Treffen in Valladolid – Regie: Hans Gerd Krogmann
- 1992: Karlheinz Koinegg: Die Augen der heiligen Clara – Regie: Hans Gerd Krogmann
- 1994: Günter Westerhoff: Abkehr mit Martinshorn – Regie: Klaus-Dieter Pittrich
- 1994: Thomas Fuchs: Dr. Eisenbarth – Regie: Manfred Brückner
- 1995: Michael Molsner: Schwarze Hochzeit – Regie: Burkhard Ax
- 2001: Alexander Sergejewitsch Puschkin: Jewgeni Onegin (3 Teile) – Regie: Peter Rothin
- 2002: Felix Thijssen: Cleopatra (2 Teile) – Regie: Norbert Schaeffer
- 2009: Sabine Schwiers: Geschichten vom Johannes-Hof (4 Teile) – Regie: Rolf Mayer
- 2015: Eugen Egner: Der späte Bus – Regie: Angeli Backhausen